# Тихоново (Владимирская область)
Ти́хоново — деревня в Гусь-Хрустальном районе Владимирской области России, входит в состав сельского поселения «Посёлок Уршельский».

## География
Расположена на возвышенном правом берегу реки Бужа, тесно связана с соседними деревнями Ягодино и Избищи.
Находится в 17 километрах от посёлка Уршельский и в 26 км от районного центра — города Гусь-Хрустальный.
В деревне две улицы: Центральная и Декабристов. На 2010 в деревне несколько нежилых домов.

## История
Первое упоминание как деревня Арефинская — 1790 год, в это время в деревне было 19 дворов и проживало 149 человек.
В 1859 году было уже 60 дворов и проживало 377 человек.
С середины XIX века деревня являлась центром Ягодинской волости Судогодского уезда.
Согласно «Описанию…» в 1866 года в деревне Арефино была заложена каменная церковь Воскресения Христова. Церковь построили довольно быстро — за три года. С 1869 года уже село Арефино вместе с деревнями: Ягодиной, Избицей, Васильевой и Синцовой выделилось в Арефинский приход. В штате прихода были: священник, дьяк, псаломщик. При церкви была построена земская народная школа смешенного обучения (мальчики и девочки) в которой в 1896 г. обучалось 102 учащихся.
В начале XX в. в храме был оборудован придел Казанской иконы Божией Матери, и в соответствии с этим поменялось храмонаименование: Казанская церковь. С этого же времени село на картах значится как Тихоново. К нему была приписана ещё одна церковь: Иоанна Богослова при Уршельской стекольной фабрике.
По переписи 1897 года в селе Арефино (Тихоново) проживало 662 чел.
В 1978 году насчитывалось около 60 дворов и проживало около 300 человек.
В деревне жил океанолог и академик Виктор Иванович Ильичёв (1932—1994).

## Население
| 1790 | 1859 | 1897 | 1905 | 1926 | 1979 |
| ---- | ---- | ---- | ---- | ---- | ---- |
| 149  | 377  | 662  | 642  | 746  | 300  |

| 1790 | 1859 | 1897 | 1905 | 1926 | 2002 | 2010 |
| ---- | ---- | ---- | ---- | ---- | ---- | ---- |
| 149  | ↗377 | ↗662 | ↘642 | ↗746 | ↘128 | ↘124 |
| 2021 |      |      |      |      |      |      |
| ↘102 |      |      |      |      |      |      |

## Культура, образование
Восстанавливается сельский Воскресенский храм.
В деревне существует необычный праздник — день демократической культуры и инфраструктуры, или день размежевания 6 августа.

## Инфраструктура
Подведена электроэнергия, проводная линия связи, магистральный газ.
Действует медицинский пункт.

## Экономика
Работает почтовое отделение, продуктовые магазин и лавка.
Действует СПК «Тихоновский», земли вокруг деревни используются под пашню.
К северо-западу от посёлка растёт крупный сосновый бор, на противоположном берегу Бужи — заболоченные луга.
Река Бужа имеет некоторое местное рыболовное значение.
Значительная часть земель окружающих деревню охраняется национальным парком «Мещёра».

### Транспорт
Основная автомобильная дорога с твёрдым покрытием делает доступными Уршельский и Гусь-Хрустальный, а в 6 километрах на юг от деревни находится платформа Тасино железной дороги Москва-Муром.
Деревня является транзитной для населения едущего из Уршельского, Тасинского, Тасинского Бора в Москву и обратно.
В пределах деревни находится деревянный мост через Бужу (полуразвалившийся — пешеходный) и шестикилометровая грунтовка на Ильичёв.